# Michala Banas
Michala Elizabeth Laurinda Banas (ur. 14 listopada 1978 r. w Wellington, Nowa Zelandia) – nowozelandzka aktorka i piosenkarka pochodzenia australijskiego.

## Kariera
Banas zadebiutowała w wieku zaledwie 5 lat w filmie Dangerous Orphans (1983). 5 lat później wyemigrowała wraz z rodziną do Australii.
W Australii Banas zadebiutowała w serialu Po drugiej stronie lustra (1995), gdzie zagrała Louisę Iredale. Później grała m.in. Marissę Taylor w serialu Always Greener (2001-2003) oraz Carol w filmie Scooby-Doo (2002). Największą popularność Banas zyskała dzięki roli Kate Manfredi w serialu Córki McLeoda, gdzie wystąpiła w latach 2004–2008. Po odejściu z serialu wystąpiła w operze mydlanej Sąsiedzi jako Libby Kennedy.
W karierze piosenkarki wydała ona jedną płytę - Kissin' the Wind (2003).

## Wybrana filmografia
- 1985 - Dangerous Orphans jako Anna Hanna
- 1995 - Po drugiej stronie lustra jako Louisa Iredale
- 2001 - Always Greener jako Marissa Taylor
- 2002 - Scooby-Doo jako Carol
- 2004-2008 - Córki McLeoda jako Kate Manfredi
- 2008 - Sąsiedzi (opera mydlana) jako Libby Kennedy

## Dyskografia
- 2003 - Kissin' the Wind (ARIA Singles Chart)